# If I Had Legs I'd Kick You
If I Had Legs I'd Kick You is een Amerikaanse komische dramafilm uit 2025, geschreven en geregisseerd door Mary Bronstein. De hoofdrollen worden vertolkt door Rose Byrne en Conan O'Brien.

## Verhaal
Linda is een werkende moeder die ten einde raad is. Wanneer het plafond letterlijk op haar hoofd instort, wordt ze gedwongen naar een motel te verhuizen. Terwijl ze samen met haar dochter in het motel verblijft, probeert ze het gat in haar plafond te repareren. Ze krijgt te maken met de ziekte van haar kind, een vermiste patiënt en een aantal mensen die haar niet lijken te kunnen helpen waardoor ook de relatie met haar therapeut verzuurt.

## Rolverdeling
| Acteur             | Personage         |
| ------------------ | ----------------- |
| Rose Byrne         | Linda             |
| Conan O'Brien      | Linda's therapeut |
| Danielle Macdonald | Caroline          |
| Lark White         | Vanessa           |
| Ivy Wolk           | Diana             |
| Daniel Zolghadri   | Stephen           |
| ASAP Rocky         | James             |
| Delaney Quinn      | Linda's dochter   |

## Productie
De filmopnames van If I Had Legs I'd Kick You gingen door in augustus en september 2023 in Montauk, New York, nadat SAG-AFTRA een interimovereenkomst voor de film had verleend.

## Release en ontvangst
If I Had Legs I'd Kick You ging op 24 januari 2025 in première op het Sundance Film Festival in de Premieres-sectie. De film werd ook vertoond op het Internationaal filmfestival van Berlijn in de competitie voor de Gouden Beer.
De film kreeg overwegend positieve kritieken van de filmcritici, met een score van 90% op Rotten Tomatoes, gebaseerd op 31 beoordelingen.

## Prijzen en nominaties
De belangrijkste:
| Jaar | Prijs                                   | Categorie                         | Genomineerde(n) | Uitslag     |
| ---- | --------------------------------------- | --------------------------------- | --------------- | ----------- |
| 2025 | Internationaal filmfestival van Berlijn | Gouden Leeuw                      | Mary Bronstein  | Genomineerd |
| 2025 | Internationaal filmfestival van Berlijn | Zilveren Beer voor beste hoofdrol | Rose Byrne      | Gewonnen    |